# Кокорин, Иван Николаевич
Иван Николаевич Кокорин (1927—2013) — директор Горно-химического комбината, лауреат Государственной премии СССР.

## Биография
Родился 1 ноября 1927 года в д. Комиссарово Вятской губернии (сейчас — Даровский район Кировской области).
Во время Великой Отечественной войны работал на заводе.
В 1955 году окончил Уральский политехнический институт, направлен на химкомбинате «Маяк», где занимал должности начальника смены до начальника цеха.
В 1963 году назначен директором завода по переработке отработанного топлива Горно-химического комбината (ГХК). Под его руководством начато выделение плутония оружейного качества из облучённых урановых блоков. За решение этой задачи в 1966 году награждён орденом «Знак Почёта».
В 1970 году переведён на должность заместителя главного инженера ГХК, занимался научной деятельностью по развитию радиохимических технологий.
С 1979 по 1989 год директор Горно-химического. Под его руководством введено в строй хранилище отработанного ядерного топлива и начато строительство завода РТ-2.
С 1989 г. референт по экономическим вопросам.
Кандидат (1975), доктор (1985) технических наук.
Лауреат Государственной премии СССР. Награждён орденами Ленина, Октябрьской Революции, «Знак Почёта», Дружбы народов, многими медалями, в том числе «За доблестный труд в Великой Отечественной войне 1941—1945 гг.» (1946). Решением городского совета от 24 июля 2000 года ему присвоено звание «Почётный гражданин ЗАТО г. Железногорск».
Умер 16 мая 2013 года.